# Lijst van Nederlandse sportjournalisten
Deze lijst bevat een overzicht van Nederlandse sportjournalisten. Tussen haakjes staat aangegeven op welke sport ze zich richt(t)en.

## A

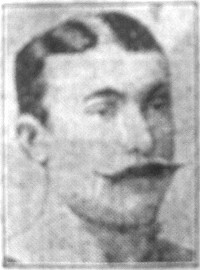
Toon Abspoel (1856-1925), de eerste dagbladsportjournalist van Nederland

- Toon Abspoel (verschillende sporten, eerste sportjournalist van Nederland)

## B
- Heinze Bakker (tennis, schaatsen, wielrennen)
- Rien Bal
- Barbara Barend (voetbal)
- Frits Barend (voetbal)
- Barend Barendse (wielrennen)
- Jaap Bax (voetbal)
- Joris van den Bergh
- Guido Bindels (verschillende sporten)
- Jan Blankers (atletiek)
- Luuk Blom (verschillende sporten)
- Stef de Bont (voetbal)
- Klaas Boot (turnen)
- Hugo Borst (voetbal)
- John den Braber (wielrennen)
- Govert van Brakel (kano, Elfstedentocht)
- Mark Brasser (tennis)

## C
- Jacques Chapel (wielrennen)
- Jan Cottaar (wielrennen)

## D
- Johan Derksen (voetbal)
- Herbert Dijkstra (schaatsen, wielrennen)
- Henk van Dorp (voetbal)
- Leo Driessen (voetbal)
- Maarten Ducrot (wielrennen)
- Willem Duys (tennis)

## E
- Tom Egbers (verschillende sporten)
- Hans Eijsvogel (paardensport)
- Ad van Emmenes (voetbal)

## G
- Jack van Gelder (voetbal)
- Kick Geudeker (voetbal)
- Dirk Jan ten Geuzendam (schaken)
- Ben de Graaf
- Dione de Graaff (verschillende sporten)
- Jaap de Groot
- Geerhard de Grooth (hockey)
- Ronald van der Geer (voetbal)

## H
- Léon Haan (atletiek)
- Joan Haanappel (kunstschaatsen)
- Onno Hansum (voetbal)
- Frans Henrichs (motorsport, ijshockey)
- Martin Hersman (schaatsen)
- Gert van 't Hof (tv-sportpresentator)
- Wim Hoogendoorn (voetbal, atletiek)
- Han Hollander (verschillende sporten)
- Gé Hoogenbos (honkbal)

## J
- Eddy Jansen
- Harrie Jansen (wielrennen)
- Kees Jansma (voetbal)
- Chicho Jesurun (honkbal)
- Wilfried de Jong (Holland Sport)
- Lex Jongsma (schaken)

## K
- Allard Kalff (autosport)
- Hans Kiviet (ijshockey, motorsport)
- Peter Knegjens (atletiek, zwemmen, motorsport, boksen)
- Henk Kok (voetbal, schaatsen)
- Theo Koomen (schaatsen, voetballen, wielrennen)
- Frank Kramer (verschillende sporten)
- Haije Kramer (schaken)
- Herman Kuiphof (voetbal)

## L
- Leo Lauer (motorsport)
- Meindert Leerling (voetbal, Olympische Spelen)
- Aad van Leeuwen (voetbal, paardensport, roeien)
- Jan Liber (verschillende sporten)
- Gio Lippens (schaatsen, wielrennen)
- Vilan van de Loo (boksen, worstelen, martial arts)
- Jan Luitzen (sportgeschiedenis, sportwoordenboeken)

## M
- Albert Milhado (wielrennen)
- Ramon Min (voetbal, hockey)
- Olav Mol (autosport)
- Albert Mantingh (voetbal, tennis, darts)
- Dietert Molanus (voetbal, formule1, wielrennen, kunstschaatsen)
- Jessica Merkens (schaatsen, wielrennen)

## N
- Evert ten Napel (voetbal, schansspringen)
- Bert Nederlof (voetbal)
- Danny Nelissen (wielrennen)
- Jean Nelissen (wielrennen)
- Jacques Nieuwlaat (darts)
- John Nelissen (voetbal)

## O
- Paul Onkenhout (voetbal)
- Leo Oldenburger (voetbal, darts)

## P
- Leo Pagano (voetbal)
- Edwin Peek (verschillende sporten)
- Toine van Peperstraten (tv-sportpresentator, vooral voetbal)
- Wim Plekkenpol (verschillende sporten)
- Eddy Poelmann (voetbal, Olympische Spelen)
- Dick van den Polder (voetbal)

## R
- Fred Racké (wielrennen, schaatsen)
- Theo Reitsma (verschillende sporten)
- Dick van Rijn (verschillende sporten)

## S
- Joep Schreuder (verschillende sporten)
- Tom Schreurs (atletiek)
- Henry Schut (verschillende sporten)
- Gregory Sedoc (atletiek)
- Fred Segaar (wielrennen)
- Thijs Slegers (voetbal)
- Mart Smeets (verschillende sporten)
- Wim Smit (verschillende sporten)
- Frank Snoeks (voetbal, hockey)
- Bob Spaak (verschillende sporten)
- Henk Spaan (voetbal)
- Ria Stalman (atletiek)
- Jeroen Stomphorst (verschillende sporten)

## T
- Humberto Tan (voetbal)
- Henk Terlingen (Olympische Spelen)
- Erica Terpstra (verschillende sporten, oud-directeur van NOC*NSF)
- Annette van Trigt (voetbal, Olympische Spelen)
- Sebastiaan Timmerman (schaatsen, wielrennen, motorcross)

## U
- Charles Urbanus jr. (honkbal)

## V
- Rivkah op het Veld (tv-sportpresentatrice)
- Vlado Veljanoski (verschillende sporten)
- Stefan Verheij (verschillende sporten)
- Koen Verhoeff (voetbal, boksen)
- Harry Vermeegen (voetbal)
- Arno Vermeulen (voetbal)
- Ria Visser (schaatsen)
- Martin Vriesema (verschillende sporten)

## W
- Hugo Walker (voetbal)
- Ruud ter Weijden
- Peter Wekking (voetbal)
- Hans van Wissen (atletiek, judo, zwemmen, turnen en tennis)
- Koert Westerman (voetbal)

## Z
- Pierre Zenden (judo)
- Hans van Zetten (verschillende sporten)
- Ben Zomerdijk (voetbal, volleybal)
- Thijs Zonneveld (wielrennen)